# Leonie Hanne

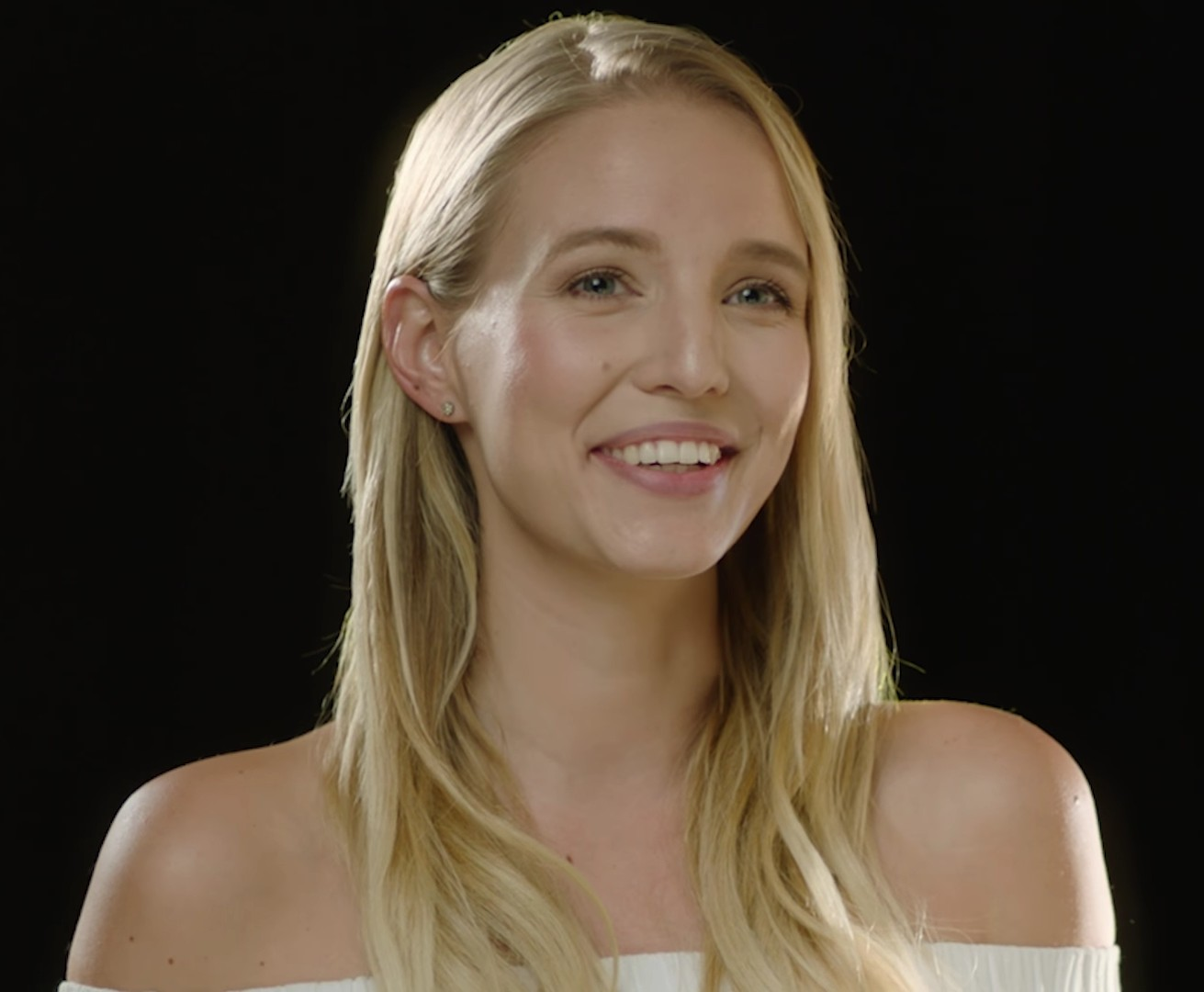
Leonie Hanne (2017)

Leonie Sophie Hanne (* 31. Juli 1988) ist eine deutsche Influencerin.

## Leben
Hanne studierte nach ihrem Bachelor-Abschluss in BWL, den sie 2013 an der privaten Hamburg School of Business Administration (HSBA) erworben hatte, berufsbegleitend Mode und arbeitete für die Otto Group als Strategieberaterin.
Seit 2014 betreibt Hanne den Blog ohhcouture. Hanne betreibt außerdem den Instagram-Account leoniehanne (bis Mai 2018 ohhcouture). 2018 gehörte sie mit über 4 Millionen Instagram-Followern zu den „Fashion-Influencern“ in Deutschland mit den meisten Followern. Ein Großteil ihrer Follower kommt aus den USA, darunter sind reichweitenstarke Influencer. Neben Mode bloggt sie über Reisen und gilt auch in diesem Bereich als einer der führenden Instagram-Accounts weltweit. Die Cosmopolitan bezeichnete sie als eine der wichtigsten Fashion-Influencer Deutschlands.
Seit 2016 betreibt sie ihren Blog und Instagram-Account gemeinsam mit ihrem Fotografen und Partner Alexander Galievsky, den sie während ihres Studiums an der HSBA kennengelernt hat, in Vollzeit.

## Kritik
Nach Aussage von Galievsky wurden 2016 nicht alle Beiträge, für die es gesetzlich vorgeschrieben wäre, als Werbung deklariert.

## Auszeichnungen
- „Place to B Award“ des Axel-Springer-Verlags 2017 in der Kategorie „Travel“[10]